# Bahnstrecke Schönwalde–Lubmin
| Baureihe 202 in Lubmin Werkbahnhof, 1995 |                      |                                           |                                           |
| Streckennummer (DB): | 6326                 |                                           |                                           |
| Kursbuchstrecke (DB): | 196                  |                                           |                                           |
| Streckenlänge: | 25 km                |                                           |                                           |
| Spurweite: | 1435 mm (Normalspur) |                                           |                                           |
| Streckenklasse: | D4                   |                                           |                                           |
| Streckengeschwindigkeit: | 50 km/h              |                                           |                                           |
| |                      |                                           |                                           |
| \| \| \| von Stralsund \| \| \| \| 5,329 \| Schönwalde (Abzw) \| Schönwalde (Abzw) \| \| \| \| nach Anklam \| \| \| \| 5,421 \| Infrastrukturgrenze DB InfraGO / EWN \| Infrastrukturgrenze DB InfraGO / EWN \| \| \| 19,415 \| Vierow Anschlussstelle \| Vierow Anschlussstelle \| \| \| \| Anschluss Hafen Vierow \| \| \| \| 22,250 \| Seebad Lubmin \| Seebad Lubmin \| \| \| 24,350 \| Lubmin Mitte (Bft) \| Lubmin Mitte (Bft) \| \| \| \| Anschluss Zwischenlager Nord \| \| \| \| 24,870 \| Lubmin Gbf (ehem. Lubmin Werkbf bzw. Pbf) \| Lubmin Gbf (ehem. Lubmin Werkbf bzw. Pbf) \| \| \| 25,500 \| Lubmin Gbf (Bft) \| Lubmin Gbf (Bft) \| \| \| 25,732 \| \| \| \| \| \| \| \| \| Quellen: [1][2][3] \| \| \| \| |                      |                                           |                                           |
| Strecke |                      | von Stralsund                             | von Stralsund                             |
| Blockstelle | 5,329                | Schönwalde (Abzw)                         | Schönwalde (Abzw)                         |
| Abzweig geradeaus und nach rechts |                      | nach Anklam                               | nach Anklam                               |
| Kilometer-Wechsel | 5,421                | Infrastrukturgrenze DB InfraGO / EWN      | Infrastrukturgrenze DB InfraGO / EWN      |
| Blockstelle | 19,415               | Vierow Anschlussstelle                    | Vierow Anschlussstelle                    |
| Abzweig geradeaus und nach links |                      | Anschluss Hafen Vierow                    | Anschluss Hafen Vierow                    |
| ehemaliger Haltepunkt / Haltestelle | 22,250               | Seebad Lubmin                             | Seebad Lubmin                             |
| ehemaliger Haltepunkt / Haltestelle | 24,350               | Lubmin Mitte (Bft)                        | Lubmin Mitte (Bft)                        |
| Abzweig geradeaus und von links |                      | Anschluss Zwischenlager Nord              | Anschluss Zwischenlager Nord              |
| Dienststation / Betriebs- oder Güterbahnhof | 24,870               | Lubmin Gbf (ehem. Lubmin Werkbf bzw. Pbf) | Lubmin Gbf (ehem. Lubmin Werkbf bzw. Pbf) |
| ehemaliger Haltepunkt / Haltestelle | 25,500               | Lubmin Gbf (Bft)                          | Lubmin Gbf (Bft)                          |
| | 25,732               |                                           |                                           |
| |                      |                                           |                                           |
| Quellen: |                      |                                           |                                           |

Die Bahnstrecke Schönwalde–Lubmin ist eine eingleisige Eisenbahnstrecke im Landkreis Vorpommern-Greifswald. Sie wurde zur Anbindung des Kernkraftwerks Lubmin an die Bahnstrecke Angermünde–Stralsund bei Greifswald erbaut und 1969 eröffnet. Nach der Schließung des Kraftwerks verlor sie an Bedeutung. Der Personenverkehr wurde zum 30. Mai 1999 eingestellt, die eingleisige Hauptbahn in eine Nebenbahn umgewandelt. Heute gibt es auf der Strecke noch Güterverkehr zu den Häfen Vierow und Lubmin und sporadisch zum Zwischenlager Nord.

## Geschichte
Der Bau des Kernkraftwerks Lubmin ab 1968 machte den Bau einer Eisenbahnverbindung zu diesem notwendig. Im Jahr 1967 begann der Bau der eingleisigen Strecke, Ausgangspunkt der Strecke war der Bahnhof Greifswald, mit dem Nullpunkt der Kilometrierung. Bis zur damaligen Blockstelle Schönewalde verlief sie zunächst im Planum des nach 1945 als Reparationsleistung abgebauten zweiten Streckengleises der Bahnstrecke Angermünde–Stralsund. Nachdem am 28. September 1969 der Güterverkehr aufgenommen wurde, folgte der Personenverkehr am 31. Mai 1970. Im Zusammenhang mit dem Bau der Strecke wurden im Bahnhof Greifswald erhebliche Umbauarbeiten zur Kapazitätserweiterung nötig. Die früheren Behelfsbahnsteige wurden durch einen Inselbahnsteig ersetzt, für den Güterverkehr entstand die dreigleisige Abstellgruppe Süd. Während der Bauarbeiten im Bahnhof Greifswald endeten und begannen in der ersten Zeit ein Großteil der Reisezüge nach Lubmin im neu eröffneten Haltepunkt Greifswald Süd. Dieser war in der Nähe großer Wohngebiete entstanden, die unter anderem für die Arbeiter im Kraftwerk vorgesehen waren. Zunächst verkehrten sieben Reisezugpaare auf der Strecke, fünf davon nur bis bzw. ab Greifswald Süd. Ein Zwischenhalt für den öffentlichen Reiseverkehr entstand in Seebad Lubmin, etwas südlich der Bebauung des Ortes.
Noch im Jahr 1970 wurde die Angermünder Strecke zwischen Züssow und Greifswald wieder mehrgleisig ausgebaut. Die Blockstelle Schönwalde wurde in eine Abzweigstelle umgewandelt und der Streckenbeginn zu dieser verlegt.
Mit Fertigstellung des Kraftwerks bekam die Strecke eine enorme Bedeutung für den Personen- und Güterverkehr. In den 1970er und 1980er Jahren verkehrten etwa 10 Zugpaare täglich. Zum Einsatz kamen vorrangig Diesellokomotiven der Baureihe 110 mit Doppelstockwagen. Zu Schichtwechselzeiten fuhren Garnituren, bestehend aus drei fünfteiligen Doppelstockgliederzügen und zwei Lokomotiven dazwischen (DBGq + BR 110 + DBG + BR 110 + DBGq), die eine Kapazität von 1500 bis 1600 Sitzplätzen hatten. Diese Garnituren bildeten mit einer Ausnahmegenehmigung der Hauptverwaltung des Betriebs- und Verkehrsdienstes für die Zugbildung die längsten Reisezüge, die planmäßig in der DDR verkehrten. Aufgrund der Vorschrift, dass ein geschobener Zugteil maximal 32 Achsen haben durfte, war bei diesen Zügen neben dem Lokführer im führenden Steuerwagen immer ein zweiter Lokführer auf der hinteren Lokomotive tätig.
In den Kursbüchern war vermerkt, dass der öffentliche Reiseverkehr nur bis Seebad Lubmin erlaubt sei. Die Ankunfts- und Abfahrtzeiten in Lubmin Werkbahnhof waren jedoch in den Fahrplänen abgedruckt, nicht jedoch die in Lubmin ZBE zwischen Seebad und Werkbahnhof.
Bei der Schneekatastrophe 1978/1979 machten Schneestürme und -verwehungen die Bahnstrecke ab dem späten Abend des 13. Februar 1979 für mehrere Tage unpassierbar. Trotz des Einsatzes von schwerer Räumtechnik konnte auch einem Schienenersatzverkehr am nächsten Morgen kein Weg zum Kraftwerk gebahnt werden. Die im Kraftwerk eingeschlossene, aus etwa 1000 Personen bestehende Nachtschicht konnte witterungsbedingt erst ab dem 16. Februar mit Hubschraubern, in denen jeweils 12 Passagiere Platz fanden, schrittweise abgelöst werden.
Nach der Wende gingen die Beschäftigungszahlen im Kraftwerk zurück. 1990 wurden die ersten Reaktoren stillgelegt, das gesamte Kraftwerk 1995 abgeschaltet. Die Halte in Lubmin Personenbahnhof (früher Lubmin Werkbahnhof) und Lubmin Mitte (früher Lubmin ZBE) wurden ab 23. Mai 1993 für den öffentlichen Verkehr freigegeben, vom gleichen Tag an hielten auch im Haltepunkt Greifswald Süd Züge in Richtung Züssow, zuvor hatten dort nur die Lubminer Züge gehalten.
Da der Verkehr dementsprechend abnahm – die steigende Motorisierung kam hinzu – ging die Bedienhäufigkeit im Reiseverkehr auf vier bis sechs Zugpaare pro Tag zurück. Zum Einsatz kamen ab Mitte der 1990er Jahre Lokomotiven der Baureihen 202 (ehemalige DR-Baureihe 110) und 232 mit meist drei angehängten Halberstädter Wagen, in den letzten Jahren des Personenverkehrs Triebwagen der Baureihe 772.
Angesichts der geringen Fahrgastzahlen wurde der Personenverkehr zum 30. Mai 1999 eingestellt. Am 31. Dezember 2000 wurde die Infrastruktur der Strecke an die Energiewerke Nord GmbH (heute EWN Entsorgungswerk für Nuklearanlagen) abgegeben. Der Anschluss zum Zwischenlager Nord auf dem Gelände des ehemaligen Kernkraftwerks besteht noch und wird selten für Castortransporte benutzt. Die Strecke wurde in eine Nebenbahn mit zunächst 80 km/h Höchstgeschwindigkeit umgewandelt.
2006 begannen konkrete Planungen zum Gleisanschluss des 2004 neu errichteten und 2006 in Betrieb gegangenen Hafen Lubmin. 2009 wurden die Hafengleise und neuen Anlagen über den vorhandenen Anschluss Kernkraftwerk in Betrieb genommen. Ebenfalls fanden bauliche Veränderungen bzw. Neubau der Gleisanlagen auf dem Gelände des KKW statt.
Am 15. Februar 2009 wurde die Förderzusage für den Gleisanschluss des Hafens Vierow erteilt. Daraufhin wurde ab Juni 2011 ein 1,5 Kilometer langes Anschlussgleis von der Strecke in nördlicher Richtung abzweigend zum Hafen gebaut. In der Fördersumme von 4,7 Millionen Euro waren neben der Schieneninfrastruktur auch weitere Ausbauten enthalten. Mitte Juni 2012 wurde der neue Gleisanschluss erstmals von einem Güterzug bedient.
Im Jahr 2010 wurde der Bereich um die Abzweigstelle Schönwalde umgebaut. Eine Verbindung in Richtung Lubmin besteht seitdem nur noch vom östlichen Streckengleis der Hauptbahn.
Zwischen 2013 und 2017 wurde die Streckenklasse von CM4 auf D4 erhöht und die Streckenhöchstgeschwindigkeit weiter von 80 km/h auf 50 km/h verringert.

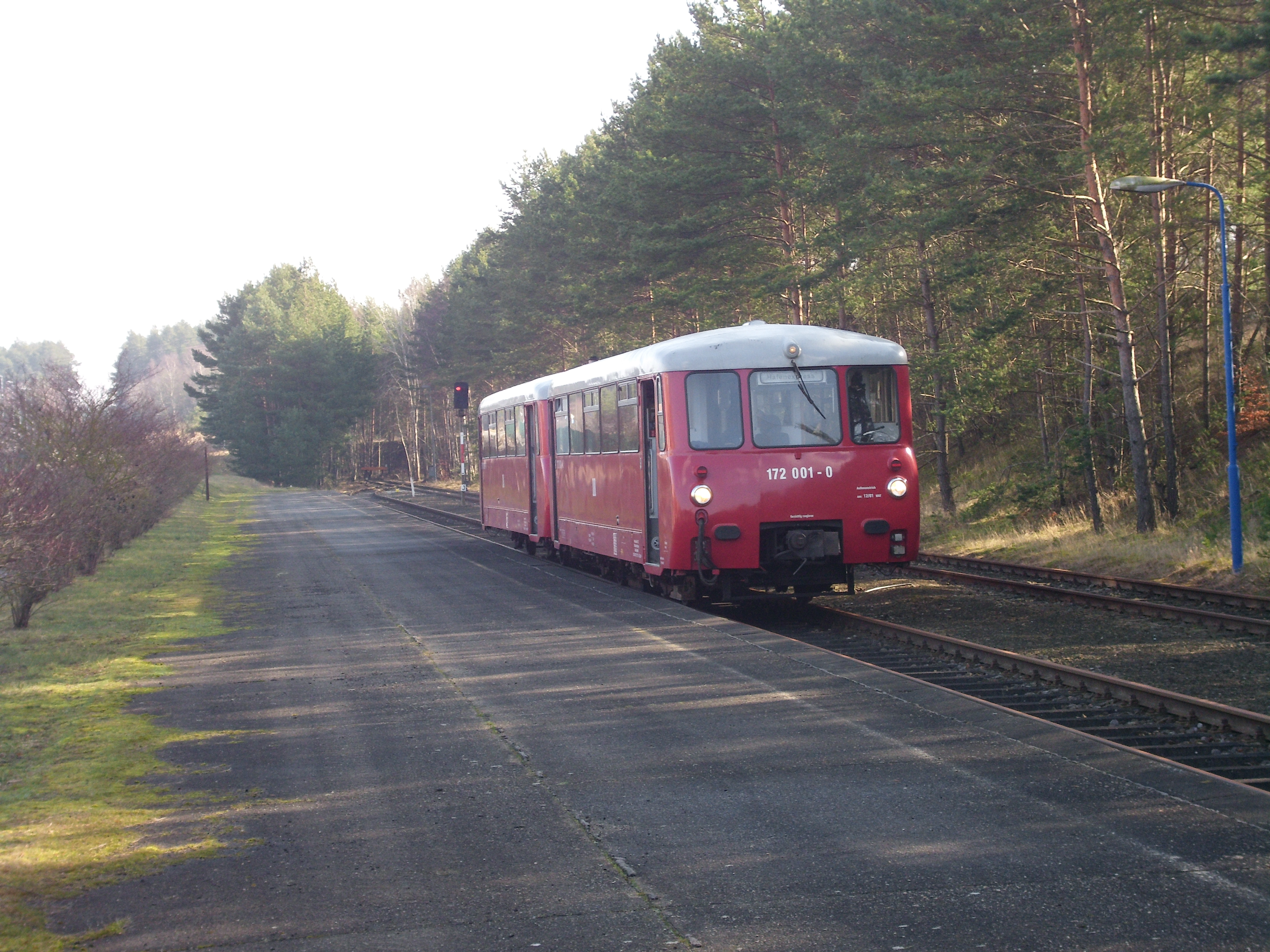
Sonderzug in Lubmin Werkbahnhof (2014)
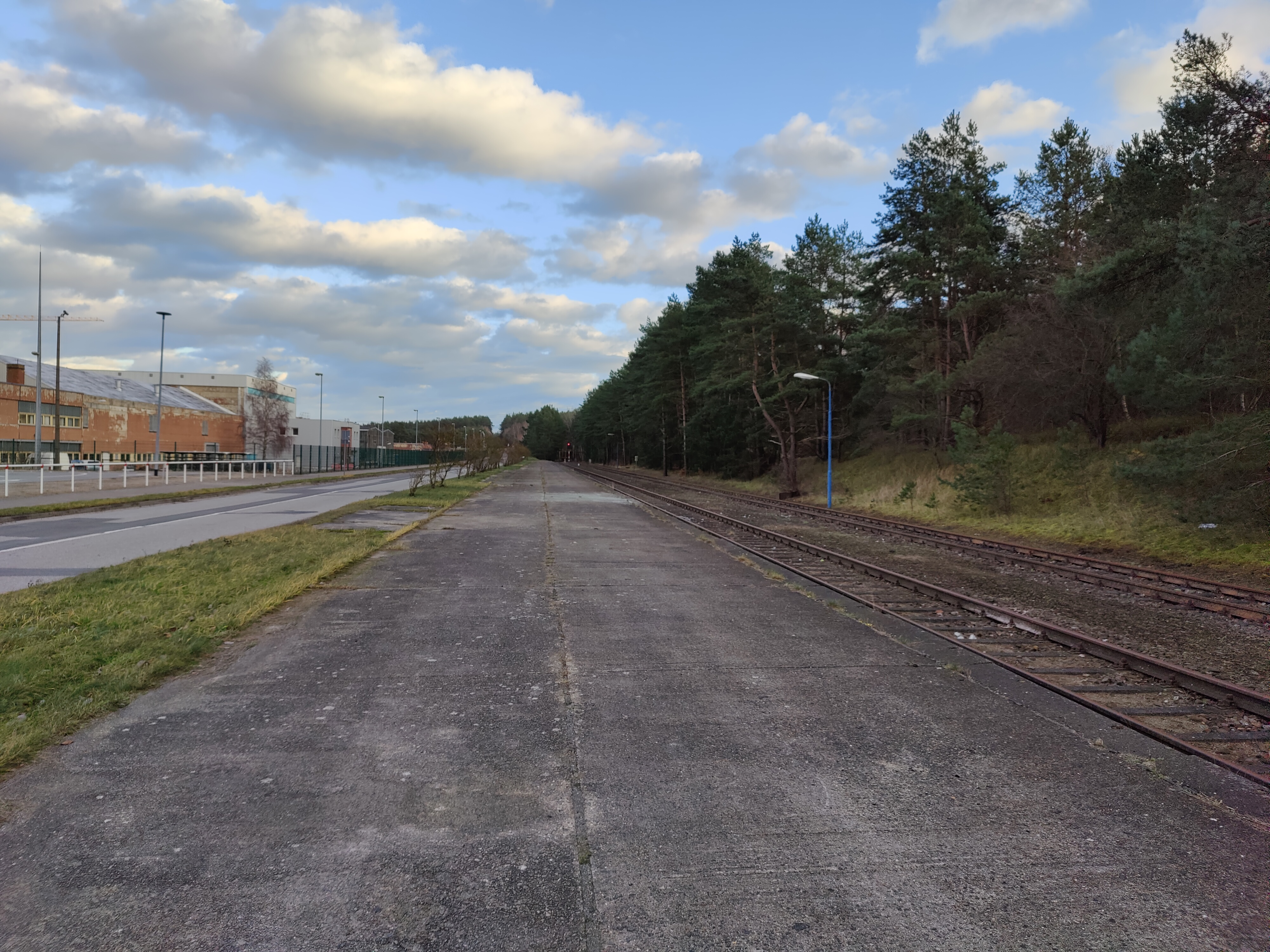
Bahnhof Lubmin Werkbahnhof (2021)
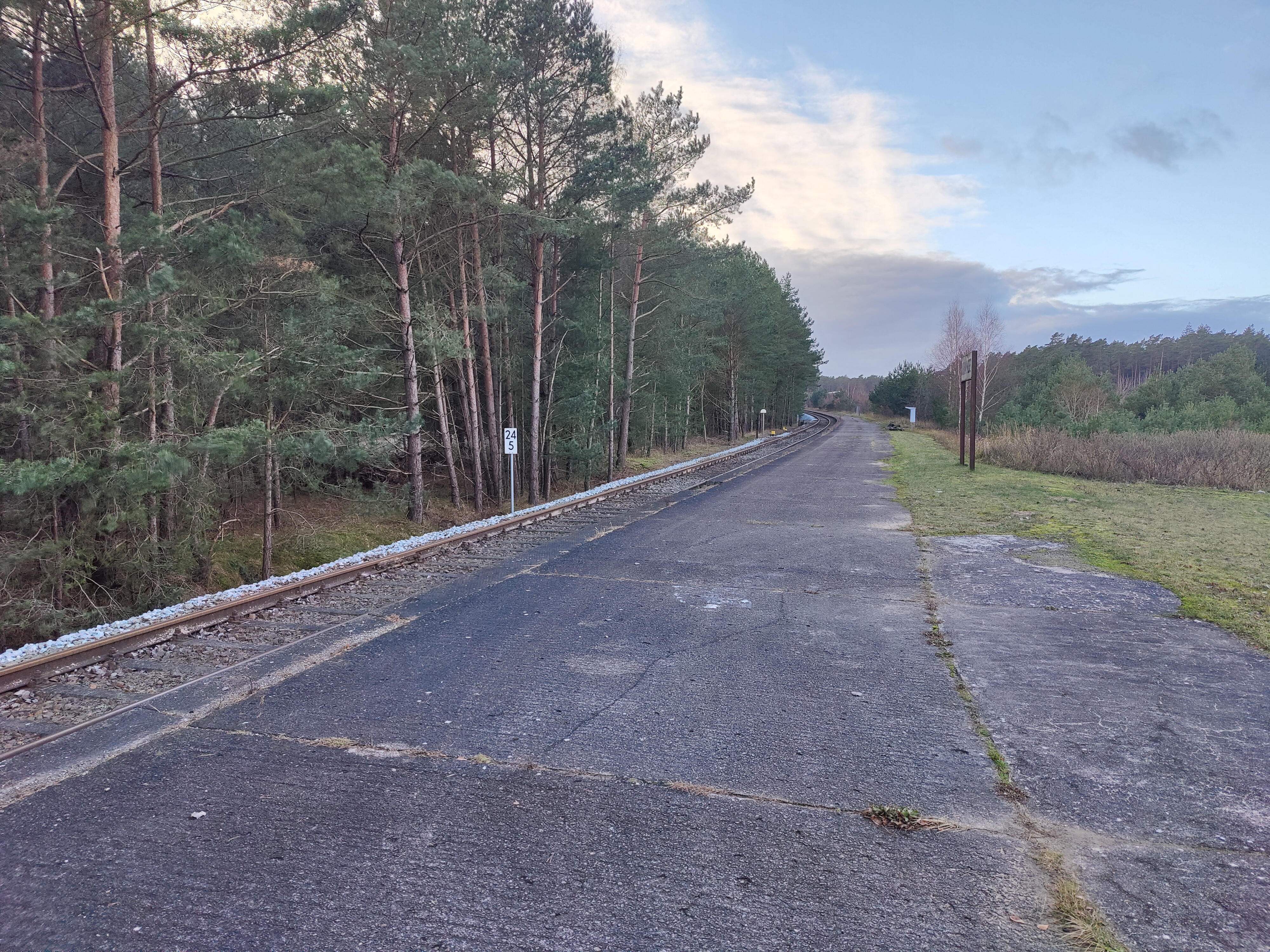
Bahnsteig in Lubmin Mitte (2021)

Im Juli 2024 wurden am Wochenende des Fischerfestes Gaffelrigg, das zum 35. Mal ausgetragen wurde, wieder Fahrten von DB Regio auf der Lubminer Strecke angeboten. Die Fahrten wurden zudem auf die Bahnstrecke Greifswald–Ladebow durchgebunden. Für das Wochenende des Mecklenburg-Vorpommern-Tags im Juni 2025 in Greifswald bestellte die Verkehrsgesellschaft Mecklenburg-Vorpommern Zugfahrten auf der Strecke.
Der Greifswalder Bürgermeister Stefan Fassbinder und die Bürgerinitiative „Sommer, Sonne Strandbahn“ setzten sich 2023 für eine Wiederaufnahme des Personenverkehrs ein. Das Verkehrsministerium des Landes Mecklenburg-Vorpommern ließ bis März 2025 das Fahrgastpotenzial ermitteln. Dabei wurden für eine Verbindung Greifswald–Lubmin 369 Personen an Werktagen und 522 Personen an Wochenendtagen prognostiziert, „für den ländlichen Raum Mecklenburg-Vorpommerns tragbar“, und das Ministerium kündigte deshalb weiterführende Untersuchungen an. Die Stadt Greifswald strebte daraufhin an, möglichst bis 2026 einen Probebetrieb zu beginnen.

## Streckenbeschreibung
Die Strecke beginnt in der fünf Kilometer südlich des Bahnhofs Greifswald gelegenen Abzweigstelle Schönwalde an der Hauptbahn Berlin–Stralsund. Sie führt knapp 20 Kilometer nach Nordosten, die Betriebsstellen Seebad Lubmin, Lubmin Mitte (ehemals ZBE) und Lubmin Güterbahnhof (ehemals Lubmin Werkbahnhof), in dem ein Gleisanschluss zum Kernkraftwerk eingerichtet wurde, folgen dann im Abstand von etwa jeweils einem bis zwei Kilometern.